# Ясный (Шпаковский район)
Ясный — посёлок в Шпаковском муниципальном округе Ставропольского края России.

## География
Посёлок Ясный расположен в западной части Ставропольского края, в 19 км от краевого центра и 26 км от центра округа.
Ближайшие населённые пункты: посёлки Холодногорский, Цимлянский.
В окрестностях посёлка берёт начало часть притоков реки Жилейки (правый приток Горькой):47.

## История
По сведениям 1959 года, населённый пункт назывался производственным участком № 3 овцесовхоза «Темнолесский» и входил в состав Темнолесского сельсовета Михайловского района Ставропольского края.
Решением исполкома Михайловского районного совета от 25 апреля 1959 года производственному участку № 3 овцесовхоза «Темнолесский» присвоено наименование посёлок Ясный.
28 июня 1962 года посёлок Ясный вошёл во вновь образованный Цимлянский сельсовет с центром в посёлке Цимлянском. В феврале 1963 года Ясный вместе с остальными населёнными пунктами сельсовета был передан из упразднённого Михайловского района в Шпаковский район Ставропольского края.
На карте Генштаба ВС СССР 1985 года издания для Ясного указана численность населения 290 человек. В 1991 году, по информации администрации сельсовета, в посёлке насчитывалось 45 дворов и 146 жителей.
В 2019 году в посёлке открылся модульный фельдшерско-акушерский пункт.
16 марта 2020 года Цимлянский сельсовет был упразднён. Территория включена в Шпаковский муниципальный округ.
В 2021 году, по данным администрации округа, число жителей Ясного составляло 151 человек.

## Население
| 1989 | 1991 | 2002 | 2010 | 2013 | 2014 |
| ---- | ---- | ---- | ---- | ---- | ---- |
| 170  | ↘146 | ↘106 | ↗137 | →137 | ↘100 |

Национальный состав
По данным переписи 2002 года, 49 % населения — русские.

## Современное состояние
В посёлке три улицы: Новая, Полевая и Широкая.
В Ясном нет своей школы, дети учатся в соседнем посёлке Цимлянском, который находится в 4 км:29.
Из посёлка до краевого центра можно доехать по автодороге Ставрополь — Дёмино — Холодногорский — Цимлянский. По этому маршруту курсирует автобус № 122.